# Màu gốc in ấn
Màu gốc in ấn là bốn màu sau: xanh lam, hồng thẫm, vàng và đen. Do trong tiếng Anh màu xanh lam là Cyan, màu hồng sẫm là Magenta, màu vàng là Yellow nên ta có từ viết tắt CMYK, trong đó K dùng để chỉ màu đen, mặc dù màu đen trong tiếng Anh là black (do B đã được dùng để chỉ màu xanh (Blue) trong hệ màu RGB) để chỉ hệ màu được sử dụng trong công nghệ in ấn.
Màu gốc in ấn khác với màu gốc loại trừ ở chỗ nó phải bổ sung thêm màu đen. Các lý do của nó là:
- Theo lý thuyết, khi trộn đủ (bão hòa) cả ba màu CMY sẽ tạo ra được màu đen "thuần khiết", tuy nhiên do các thuộc tính hóa-lý của các chất màu gốc có ảnh hưởng đến chất lượng màu được tạo thành nên kết quả thu được chỉ là một màu nâu xám, chứ không phải màu đen.
- Giá thành sản xuất của chất tạo màu đen rẻ hơn nhiều so với việc tổ hợp của ba chất màu kia.

Các chất tạo màu trong công nghệ in ấn sử dụng nguyên lý phản xạ ánh sáng để tạo ra cảm giác về màu sắc đối với con người. Cũng lưu ý rằng hệ màu gốc in ấn (CMYK) này trên thực tế đôi khi không được áp dụng trong một số lĩnh vực cũng sử dụng nguyên lý phản xạ ánh sáng, chẳng hạn như đối với việc trang trí nội thất bằng sơn, ve hay vẽ tranh bằng thuốc màu v.v. Một số các màu nhất định, nhất là các màu được coi là sáng như vàng hay xanh nhạt v.v thông thường được tạo ra bằng cách sử dụng các chất tạo trực tiếp màu đó mà không phải bằng việc tổ hợp các màu hệ CMYK. Lý do của nó cũng giống như lý do tại sao hệ CMYK phải bổ sung màu đen.